# Contea di Phillips (Colorado)
La contea di Phillips in inglese Phillips County è una contea dello Stato del Colorado, negli Stati Uniti. La popolazione al censimento del 2000 era di 4 480 abitanti. Il capoluogo di contea è Holyoke.

## Città e comuni
- Haxtun
- Holyoke
- Paoli